# Ondskans värdshus
Ondskans värdshus (originaltitel The Sleep of Death) är en irländsk-svensk skräckfilm från 1981 i regi av Calvin Floyd. I rollerna ses bland andra Curd Jürgens, Patrick Magee och Per Oscarsson.

## Om filmen
Filmens förlaga var novellen The Room in the Dragon Volant av den irländske författaren Sheridan Le Fanu (1872), vilken omarbetades till filmmanus av Calvin och Yvonne Floyd. Filmen spelades in med Tony Forsberg och Jiří Tirl som fotografer och med Rudolf Hertzog som producent. Musiken komponerades av Ragnar Grippe och filmen klipptes sedan ihop av Susanne Linnman och James Morris.
I Sverige ogillades filmen av pressen och regissören Floyd fick utstå frän kritik för sin insats, något denne tog illa vid sig av och vilket också gjorde att han beslutade sig för att lämna Sverige. I en intervju i tidningen Aftonbladet menade Floyd att kritiken var "orättvis och ojust" och fortsatte: "Tittarna bör tänka på att det inte är någon skräckfilm i egentlig mening. Den ligger på en annan intellektuell nivå, den är en balansgång mellan verklighet och illusion."
I Frankrike fick filmen tvärtemot i Sverige positiv kritik.

## Handling
Filmen utspelar sig år 1815 och följer en ung mans resa till Frankrike i sökandet efter en kvinna.

## Rollista
- Curd Jürgens – greve St. Alyre
- Patrick Magee – markis d'Harmonville
- Per Oscarsson – överste Pierre Gaillard
- Marilù Tolo – grevinnan Elga
- Brendan Price – Robert Terence
- Niall Toibin – Sean, betjänten
- Barry Cassins – grevens bror
- Kay MacLaren – den gamla
- Christopher Casson – Sir Philip Terence
- Håkan Ernesto Söderberg – grevinnans far
- John Molloy – prästen
- Ray McAnally – inspektör Carmingac
- Archie O'Sullivan	– apotekaren
- Bill Foley – överstens ordonnans

### Fotnoter
1. 1 2 3 4 5  ”Ondskans värdshus”. Svensk Filmdatabas. http://sfi.se/sv/svensk-filmdatabas/Item/?itemid=5586&type=MOVIE&iv=Basic&ref=/templates/SwedishFilmSearchResult.aspx?id%3d1225%26epslanguage%3dsv%26searchword%3dthe+sleep+of+death%26type%3dMovieTitle%26match%3dBegin%26page%3d1%26prom%3dFalse. Läst 15 maj 2013.